# Seogi
Le Seogi (서기) est un livre historique coréen rédigé par le lettré Go Heung. Commandé par le roi Geunchogo, sa rédaction est faite entre 346 et 375.